# Formule Vee

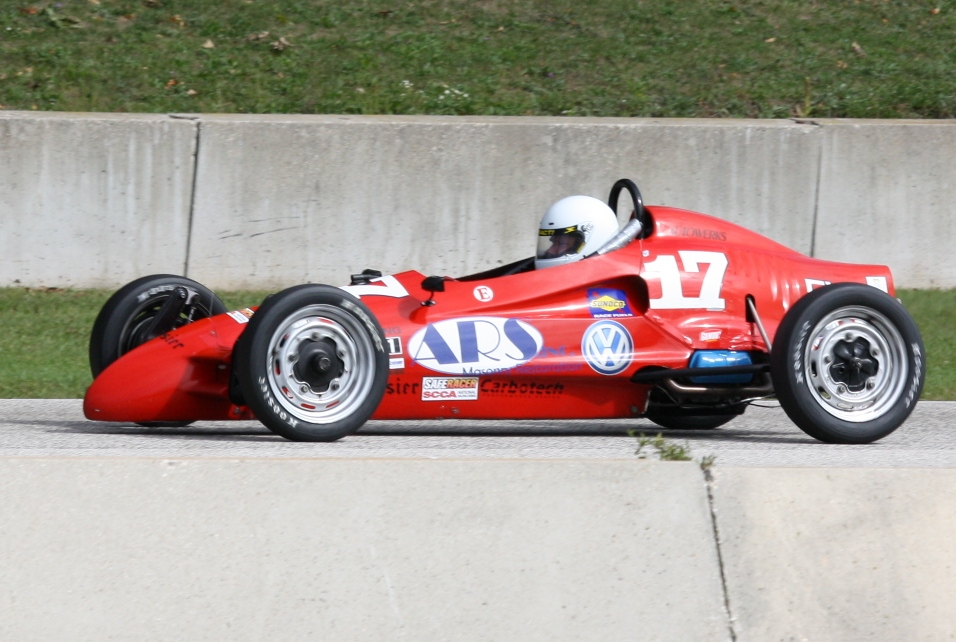
Une monoplace de Formule Vee en 2010 aux États-Unis.

La Formule Vee, appelée également Formule Volkswagen, est une catégorie de voitures de course de type monoplace. Il s'agit d'une discipline d'accès au sport automobile, c'est-à-dire principalement destinée aux pilotes débutants ou issus du karting. Elle se distingue de la Formule Ford et de la Formule BMW par son faible coût.
Au niveau international, Emerson Fittipaldi, Nelson Piquet, Niki Lauda ou Keke Rosberg ont participé à des championnats de Formule Vee en Europe ou en Amérique au début de leur carrière.
Cette catégorie de monoplaces est basée sur la Volkswagen Beetle, dont des pièces sont associés à un châssis tubulaire et à des pneumatiques de course. Le moteur Volkswagen, la transmission, la suspension avant, les freins et les roues sont des pièces en stock ou modifiées. Le châssis tubulaire est un assemblage de profilés ronds et carrés soudés entre eux et la carrosserie est en fibre de verre ou en fibre de carbone. L'objectif est que le pilote puisse construire et entretenir sa monoplace.
D'abord un championnat organisé par le Sports Car Club of America, cette discipline se développe Canada, au Royaume-Uni, en Irlande, au Brésil, en Australie, en Afrique du Sud, en Allemagne et en Nouvelle-Zélande. En 2008, une monoplace de Formule Vee coûte 15 000 dollars, ou 7 000 dollars si elle est en kit. Le coût de la maintenance par course de ce type de monoplace s'élève à 700 dollars.
Techniquement, une Formule Vee atteint une vitesse de pointe de 190 km/h, a un poids de 465 kilogrammes. La Formule Super Vee, d'abord similaire, se distingue par un moteur 1,6 litre à quatre cylindres